# Purin (kemi)
Purin är en heterocyclisk aromatisk organisk förening bestående en pyrimidin-ring som har smält ihop med en imidazol-ring. Purin är den enklaste föreningen i gruppen puriner. Puriner och pyrimidiner utgör gruppen kvävebaser. Dessa är en fundamental del av DNA och RNA. Purin kan både intas via födan och bildas i kroppen.
Föda rik på purin är ärtor, bönor, inälvsmat (leverpastej, blodpudding), sardiner, makrill, sill, anjovis och fiskrom. Av purin bildas urinsyra, och för mycket purin i föda kan leda till hyperurikemi med gikt som följd.